# Candelilla (Band)
Candelilla ist eine im Ursprung 2001 gegründete Indie-Rock-Band aus München.

## Geschichte
Die Formation gründete sich bereits 2001 als Jugendband. Lange Jahre trat Candelilla nur im regionalen Szeneumfeld auf und tourte einmal als Vorband von Slut. Der Bandname geht auf die Pflanzenart Candelilla (Euphorbia antisyphilitica) zurück, aus der Candelillawachs gewonnen wird und so auch in Lippenpflegestiften der Marke Labello verwendet wird. Bei Betrachtung der Inhaltsstoffe eines solchen wurde die Band gleichnamig getauft. Die eigentliche Bedeutung von Candelilla kommt aus dem Spanischen und bedeutet kleine Kerze.
Es folgten mehrere Umbesetzungen. Nachdem die langjährige Schlagzeugerin Dominique de Marné Anfang 2007 aus der Band ausstieg, übernahm Sandra Hilpold, die vorher in der Band Portinari spielte, ihre Position. Diese Neubesetzung bezeichnet die Band selbst auf ihrer Website mit den Worten „Candelilla was reborn in 2007“.
2009 erschien das erste offizielle Album der neuen Formation mit dem Titel ReasonReasonReasonReason. Öffentlichkeitsarbeit und Marketing wurden 2012 von der Initiative Musik gefördert. Das 2013 erschienene Album Heart Mutter wurde bei Steve Albini in Chicago aufgenommen. In den letzten Jahren tourte die vierköpfige Band auch im europäischen Ausland. Ein Konzertmitschnitt aus Leverkusen erschien im August 2014 mit dem Titel Heart Mutter live im Kassettenformat.
2017 wurde Candelilla mit dem Förderpreis Musik der Landeshauptstadt München ausgezeichnet.

## Bandmitglieder
Rita Argauer (* 1985) und Mira Mann (* 1987) schreiben regelmäßig für die sz-jugendseite. Argauer schreibt auch für das Missy Magazine. Mann ist auch ausgebildete Tänzerin der Royal Academy of Dance, London, und arbeitete zudem als Regieassistentin für die Münchner Performancegruppe Hunger&Seide. Sandra Hilpold (* 1976) ist unter anderem ausgebildete Tontechnikerin und künstlerisch auch aktiv bei der Band Anne und im Bereich Neue Medien und Videokunst. Lina Seybold ist wissenschaftliche Mitarbeiterin am RiesKraterMuseum Nördlingen und am Department für Geo- und Umweltwissenschaften an der Ludwig-Maximilians-Universität München. Sie gründete 2018 zusammen mit Moritz Gamperl die Band Pirx.

## Stil
Die Songs der Band sind zweisprachig mit englischen und deutschen Fragmenten getextet. Eine Bandleaderin gibt es nicht. Bis auf die Schlagzeugerin bringen sich alle gesanglich ein, wobei jede Musikerin ihre Textpassagen selbst textet. Musikalisch experimentiert die Band und lässt sich schlecht in Kategorien einordnen. Candelilla versucht, die Stücke offen zu gestalten und hat sich musikalisch von der klassischen Strophe-Refrain-Struktur entfernt. Das österreichische Magazin profil schrieb dazu 2013:

„Noise, Indie, Pop, Rock, Punk, ein Schuss Riot Grrrl und am Ende nichts davon und trotzdem weitergespielt: Die Münchner Band „Candelilla“ legt keinen Wert auf Kategorien, stattdessen beschäftigen sich die vier Musikerinnen lieber mit Experimenten.“

Der Musikredakteur Florian Kreier bewertete den Stil des Albums Heart Mutter wie folgt:

„Wer glaubt, dass Candelilla anders klingen, nur weil Steve Albini sie abmischt, hat sich getäuscht. Natürlich klingen Candelilla wie Candelilla: zerrissene Gitarrenwände und stoisch-atonale Klaviersalven treffen auf das Wrack eines Schlagzeugs und einen Bass, der klingt, als würde er in einem fort erwürgt werden. Auf ihrem Album „Heart Mutter“ beweisen die Damen ein ums andere Mal, dass sie es mit ihrer programmatischen Verweigerung von Popmusik ernst meinen. Indiz dafür ist das Ausmaß der Zerstörung: Die nummerierten Songs sind abstrakte und gefühlsneutrale Audio-Skulpturen, das maximal verkopfte Produkt aus ungefähr allem, was die europäische Geistesgeschichte in Sachen Widerspenstigkeit so hergibt. Candelilla verweigern sich allem: Schönheit, Freude, Humor, Gemütlichkeit und in allererster Linie natürlich Popmusik. Aber das machen sie mit einer Versessenheit und einem Nachdruck, die ihresgleichen suchen.“

Die Bassistin Mira Mann beschreibt, dass die Formation ihre Musik „als eine Forschungsarbeit“ betrachtet und die Lieder „als Experimente“ dienten. Die Songs bekommen aus diesem Grund keine Titel, sondern sind fortlaufend nummeriert. Aus Sicht der Band würden Songtitel „von einer Suche mit offenem Ausgang ablenken“. Die Nummerierung der Titel erfolgt seit der Neuformation im Jahr 2007. Auf den Alben sind die Songs aber thematisch arrangiert, nicht chronologisch.

## Diskografie
Alben
- 2009: ReasonReasonReasonReason (CD; Red Can Records)
- 2011: ReasonRemixed (digital, Remixes von ReasonReasonReasonReason)
- 2013: Heart Mutter (CD: Indigo; Vinyl: Zickzack Records)
- 2013: Herz Mother (digital, Remixes von Heart Mutter)
- 2014: Heart Mutter live (MC, Live-Mitschnitt in Leverkusen)
- 2017: Camping (CD/Vinyl, Trocadero / Zickzack Records)

EPs
- 2002: Sex- and Senseless (CD-R; Eigenveröffentlichung)
- 2004: Our Start to Stay (CD; empyreal (Bernhard Faaß))
- 2005: Candelilla (CD-R; Eigenveröffentlichung)
- 2007: Candelilla (CD-R; Eigenveröffentlichung)
- 2008: ...Don't Rely On What Others Say (CD-R; Eigenveröffentlichung)

Singles
- 2008: Neun (CD-R; Eigenveröffentlichung)
- 2009: 13 / 18 (CD-R; Eigenveröffentlichung)
- 2012: 30 + 23/33 (CD-R; Eigenveröffentlichung)
- 2013: Fick Dich Alter! (7"-Vinyl-Split-Single; zusammen mit der Band Die Nerven; Euphorie)

Sampler-Beiträge
- 2003: Regional Total (Subkultur e.V.)
- 2013: 22 auf Spex CD #107 (aus dem Album Heart Mutter)